# Julia Koltunova
Julia Koltunova (Volgogrado, Rusia, 4 de mayo de 1989) es una clavadista o saltadora de trampolín rusa especializada en plataforma de 10 metros, donde consiguió ser subcampeona olímpica en 2004 en los saltos sincronizados.

## Carrera deportiva
En los Juegos Olímpicos de 2004 celebrados en Atenas (Grecia) ganó la medalla de plata en los saltos sincronizados desde la plataforma de 10 metros, con una puntuación de 340 puntos, tras las chinas y por delante de las canadienses, siendo su compañera de saltos Natalia Goncharova.